# Entoloma orichalceum
Entoloma orichalceum är en svampart som beskrevs av E. Horak 2008. Entoloma orichalceum ingår i släktet Entoloma och familjen Entolomataceae.   Inga underarter finns listade i Catalogue of Life.